# Sedlo pod Ľadonhorou
Sedlo pod Ľadonhorou (835 m n.p.m.) – przełęcz w Górach Kisuckich w północnej Słowacji.

## Położenie
Przełęcz leży w południowej części Gór Kisuckich, w ich części, którą słowaccy geografowie określają jako Kysucké bradlá (Skały Kisuckie). Formacja ta należy do ciągnącego się długim, wąskim pasem wzdłuż łuku Karpat Pienińskiego Pasa Skałkowego. Przełęcz rozdziela szczyt Ľadonhory (999 m n.p.m.) na wschodzie od masywnego wału Sten (912 m n.p.m.) na zachodzie.

## Charakterystyka
Przełęcz ma charakter dość płytkiego, szerokiego siodła o stromo opadających stokach, zwłaszcza w kierunku południowym. Powstała w linii niewielkiego uskoku tektonicznego, jaki przeciął budujące ten fragment grzbietu utwory środkowej jury, głównie krzemiste wapienie i piaszczyste łupki. Przełęcz jest w całości zalesiona i nie oferuje widoków. Nie wyprowadza na nią żadna droga jezdna.

## Turystyka
Przez przełęcz, wzdłuż grzbietu, biegnie niebiesko  znakowany szlak turystyczny, prowadzący z Budatínskej Lehoty w dolinie Kisucy przez Steny i Ľadonhorę do górnej części wsi Horný Vadičov. Od południa wyprowadza na przełęcz żółto  znakowany szlak z Chaty pod Ľadonhorou (Dolný Vadičov).